# NGC 7263
NGC 7263 (również PGC 68642) – galaktyka soczewkowata (S0/a), znajdująca się w gwiazdozbiorze Jaszczurki. Odkrył ją Albert Marth 9 września 1863 roku.
Tuż obok niej na niebie widoczny jest obiekt NGC 7263-2 identyfikowany przez niektóre katalogi jako zwarta galaktyka, jednak na zdjęciach z przeglądu nieba Pan-STARRS-1 wygląda on jak gwiazda.